# Nationaal park Østmarka

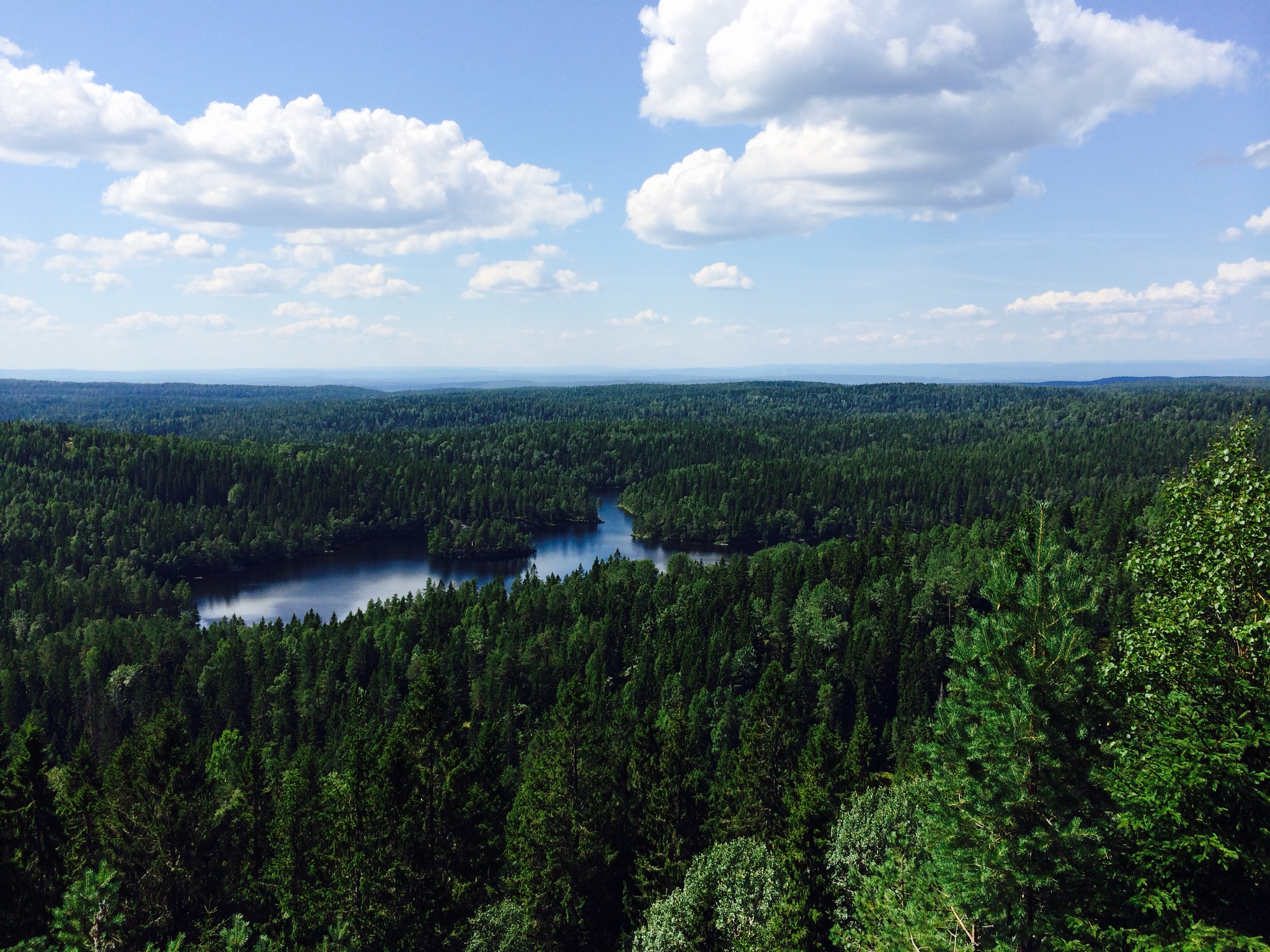

Nationaal park Østmarka (Noors: Østmarka nasjonalpark) is een nationaal park in Oslo en Viken in Noorwegen. Het nationaal park is 53,9 vierkante kilometer groot en ligt in de gemeentes Oslo, Nordre Follo, Lørenskog, Rælingen en Enebakk. Het nationaal park werd opgericht op 10 november 2023 als 48ste nationaal park van Noorwegen. Het park omvat de heuvelachtige bossen en meren van een deel van de Østmarka.